# Singkawang
Singkawang è una città dell'Indonesia, situata nella provincia del Kalimantan Occidentale.